# Suberites domuncula
Suberites domuncula é uma esponja marinha do filo Porifera. Possui duas subespécies: Suberites domuncula domuncula e Suberites domuncula latus. 